# Guillem de Copons
Guillem de Copons (?, século XIV — ?, século XV) foi um escriptor e diplomático possivelmente valenciano, que fez algumas traduções de obras importantes na antiguidade clássica e na Idade Média europeia ao catalão.
Estribeiro de Pedro IV e de João I, istos lhe encomendaram diversas tarefas de caráter literário. Teve relação com o mestre hospitalário João Fernandes de Herédia. No 1383 trouxe a João I, de parte do duque de Berry, uma versão francesa do livro De Civitate Dei de santo Agostinho, e foi outra vez enviado pelo rei perto do duque para copiar o manuscrito que este possuía da versão francesa de Ab urbe condita de Tito Lívio. As traduções catalãs feitas então a partir de estas dois versões lhe foram atribuídas. No 1396 a rainha Violant de Bar lhe envoiu como embaixador á corte pontifícia de Avinhão e perto de diversos magnates franceses para tentar de esclarecer as ameaças de invasão de Catalunha pelas tropas do conde de Armagnac. Estas embaixadas não tiveram efeito provavelmente pela morte do rei João I. O 1418 dedicou ao mecenas valenciano Pere d'Artés a sua versão catalã do Trésor, escrito em francês, de Brunetto Latini, que incluía as Éticas de Aristóteles. Foi a primeira versão catalã, indireta, deste autor clássico. 